# Serhij Hretschyn
Serhij Hretschyn (* 9. Juni 1979 in Kiew, Ukrainische SSR) ist ein ukrainischer Straßenradrennfahrer.
Serhij Hretschyn begann seine Karriere 2003 bei dem bulgarischen Radsportteam Miche. In der Saison 2006 gewann er eine Etappe bei den Rutas del Vino, und er wurde Zweiter der Gesamtwertung. 2008 fuhr er für das lettische Continental Team Dynatek-Latvia, wo er den dritten Platz in der Gesamtwertung der Tour of Bulgaria belegte. Zu Beginn der Saison 2009 wechselte er zu der US-amerikanischen Mannschaft Amore & Vita-McDonald's. Hier schaffte er drei Top-Ten-Platzierungen bei der Tour of Qinghai Lake und gewann mit seinem Team das Mannschaftszeitfahren beim Univest Grand Prix. 2013 entschied er eine Etappe der Tour d’Algérie sowie eine Etappe sowie die Gesamtwertung der Tour de Azerbaijan für sich.

## Erfolge
2009
- Mannschaftszeitfahren Univest Grand Prix

2013
- eine Etappe Tour d’Algérie
- Gesamtwertung und eine Etappe Tour de Azerbaijan

## Teams
- 2003 Miche
- 2008 Dynatek-Latvia
- 2009 Amore & Vita-McDonald’s
- 2010 Amore & Vita-Conad
- 2011 Amore & Vita
- 2012 Konya Torku Şeker Spor
- 2013 Torku Şekerspor
- 2014 Torku Şekerspor
- 2015 Torku Şekerspor